# 丛林鹑
丛林鹑（学名：Perdicula asiatica）一种分布于印度及斯里兰卡等地区的小型鸟类，属于雉科丛林鹑属。